# 索特斯德尔帕拉莫
索特斯德尔帕拉莫，是西班牙卡斯蒂利亚-莱昂莱昂省的一个市镇。 总面积54平方公里，总人口626人（001年），人口密度12人/平方公里。